# WNBA
國家女子籃球協會（簡稱），是美國NBA主辦的職業女子籃球聯賽，成立於1996年。WNBA於1997年舉辦第一屆，每年5月至8月期間進行例行賽，9月進行季後賽。

## 賽事

### 例行賽
WNBA一共分為兩個聯盟（Conference）：東部聯盟和西部聯盟。2008賽季，東部聯盟一共有7支球隊，而西部聯盟也有7支球隊。在每年5月至8月其間，每支球隊都要完成34場比賽，當中每隊規定與同屬聯盟的其中4隊對賽3次，餘下的2隊則對賽4次（共20場）。而每隊亦需與另一聯盟的7隊，每隊對賽2次（以主客形式進行，共14場）。各聯盟前4名將進入九月舉行的季後賽。
如果該賽季剛巧是舉行夏季奧運會，WNBA將會休戰一個月，以便讓球員能夠為其所屬的國家隊作賽。2008賽季中，八月大部分時間時便處於休戰時間，目的是為了遷就2008北京奧運會的舉行。而2008常規賽會在2008年5月17日至2008年9月14日舉行（7月28日-8月27日為奧運會舉行時間），而季後賽亦會順延至10月開始。

### 全明星賽
於每年七月中，常規賽將會暫停數天，以便舉行WNBA全明星賽。每年舉辦全明星賽的場館，都會經過挑選而得出，而且必定是WNBA中其中一的主場館。與NBA一樣，全明星賽是由東部聯盟面對西部聯盟，球迷是可以經過投票而選出他們心中的出賽球員。在2006季的全明星賽中，球員都穿上了WNBA成立十週年紀念球衣作賽。2008賽季，由於有奧運會舉行的關係，全明星賽將會取消，並會在2009賽季中重新舉行。

### 季後賽
WNBA季後賽（WNBA Playoffs）在每年大約9月上旬開始，東部聯盟與西部聯盟各前四名球隊可獲得季後賽資格。兩個聯盟中，第一種子會與第四種子對賽，第二種子的則會與第三種子對賽，勝出的球隊可晉身分區決賽。而在聯盟決賽勝出的兩隊，將進入最後的總決賽。
WNBA季後賽的第一輪（準決賽）和第二圈（聯盟決賽），是以三場兩勝制進行。第一場比賽是由例行賽排名較低的一隊有主場優勢，而第二場及第三場則輪到排名較高的一隊有主場優勢。而在WNBA總決賽中，是以五場三勝制方式進行，通常是在九月舉行。
WNBA在2016年將季後賽更改為不分聯盟全年戰績前八的隊伍進入季後賽，前兩輪分別是單敗淘汰制，第一輪由第五種子對上第八種子，第六種子隊上第七種子;第二輪由第三種子對上前一輪勝出種子順位較低的隊伍，第四種子對上前一輪勝出種子順位較高的隊伍;準決賽及總決賽則採五戰三勝制，主場配置為2-2-1，種子順位較高的隊伍擁有主場優勢第1,2,5場。

### 總決賽
WNBA總決賽採五戰三勝制，主場配置2-2-1，自2016年WNBA更改季後賽規則後，總決賽可能會出現兩支東部聯盟球隊或是兩隻西部聯盟的球隊同時出現在總決賽的賽場上。

## 規則
WNBA規則是根據NBA的標準籃球規則，但也有少數規有差別的，以下是些較主要的規則：
- WNBA的三分線是22呎1.75吋（6.75公尺）長，這是與國際籃球總會（Fédération International de Basket-ball）規定的是相同。
- WNBA所採用的籃球，圓周最少是28.5寸（72.4公分）長，與NBA所用的球少1寸（2.54公分）。在2004年，這個大小的球被廣泛應用在世界各地女子籃球比賽中。
- WNBA每節的時間是10分鐘，與NBA的12分鐘有所不同。

在2004賽季，WNBA的每場比場將為4節，每節10分鐘進行，取代了以往分為2節，每節20分鐘的形式。

## 球隊
在歷史上，WNBA至今曾出現過24支球隊，當中有6隊已經不存在：包括克里夫蘭搖滾者（Cleveland Rockers）、夏洛特螫針（Charlotte Sting）、休斯頓彗星（Houston Comets）、沙加緬度女王（Sacramento Monarchs）、邁阿密太陽神（Miami Sol）及波特蘭火焰（Portland Fire）。
另外奧蘭多奇蹟（Orlando Miracle）於2003年遷移至康乃狄克，改名為康乃狄克太陽（Connecticut Sun）；底特律震動（Detroit Shock）於2010年遷移至土爾沙改名為土爾沙震動（Tulsa Shock），再於2016年遷移至達拉斯改名為達拉斯羽翼（Dallas Wings）；猶他爵星（Utah Starzz）於2003年遷移至聖安東尼奧改名為聖安東尼奧銀星（San Antonio Silver Stars），後於2014年改名為聖安東尼奧明星（San Antonio Stars）再於2018年遷移到拉斯維加斯改名為拉斯維加斯王牌（Las Vegas Aces）。
2023年9月26日，金州勇士的共同所有者拉科布(Joe Lacob) 和古伯(Peter Guber) 正在敲定一項協議，在舊金山組建一支擴充球隊金州女武神（Golden State Valkyries），10月5日，正式公佈金州女武神將在大通中心比賽，總部位於奧克蘭，將於2025年賽季開始比賽，是自2008年亞特蘭大美夢（Atlanta Dream）以來聯盟第一支擴充球隊。WNBA總裁凱西·恩格爾伯特表示，她預計到2025年將有第14支球隊加入WNBA，並提到多倫多、費城、丹佛、波特蘭和沙加緬度都有團體對球隊表示了濃厚的興趣。 
2024年5月23日，正式宣布 Kilmer 集團收購了位於多倫多的特許經營權，該特許經營權將於2026年首次亮相。同年8月31日，據報道全國女子足球聯盟 (NWSL) 波特蘭荊棘隊的所有者巴塔爾家族正在就收購位於波特蘭的特許經營權進行談判。波特蘭新擴充球隊於2024年9月18日正式公佈，也將於2026年首次亮相。
大部分WNBA的球隊（除西雅圖風暴、康乃狄克太陽、拉斯維加斯王牌外），都有一支同屬城市的NBA球隊：
- 亞特蘭大夢想（Atlanta Dream）與 亞特蘭大老鷹（Atlanta Hawks）
- 芝加哥天空（Chicago Sky）與芝加哥公牛（Chicago Bulls）
- 達拉斯羽翼（Dallas Wings）與 達拉斯獨行俠（Dallas Mavericks）
- 金州女武神（Golden State Valkyries）與 金州勇士（Golden State Warriors）
- 印第安納狂熱（Indiana Fever）與印第安納溜馬（Indiana Pacers）
- 洛杉磯火花（Los Angeles Sparks）與洛杉磯湖人（Los Angeles Lakers）
- 明尼蘇達山貓（Minnesota Lynx）與（Minnesota Timberwolves）
- 紐約自由（New York Liberty）與 紐約尼克（New York Knicks）
- 鳳凰城水星（Phoenix Mercury）與 鳳凰城太陽（Phoenix Suns）

- 華盛頓神秘（Washington Mystics）與華盛頓巫師（Washington Wizards）

### 東部聯盟
| 球隊                          | 城市                              | 顏色         | 主場館                       | 成立年份 |
| ----------------------------- | --------------------------------- | ------------ | ---------------------------- | -------- |
| 亞特蘭大夢想 Atlanta Dream    | 喬治亞州亞特蘭大                  | 天藍、紅、白 | 州立農業球館                 | 2008     |
| 芝加哥天空 Chicago Sky        | 伊利諾伊州芝加哥                  | 天藍、金     | 溫托斯競技場                 | 2006     |
| 康乃狄克太陽 Connecticut Sun  | 康涅狄格州安卡斯維爾 (康乃狄克州) | 深藍、紅、金 | 金神體育館                   | 1999     |
| 印第安納狂熱 Indiana Fever    | 印第安納州印第安納波利斯          | 深藍、金、紅 | 甘布里吉球館                 | 2000     |
| 紐約自由 New York Liberty     | 紐約州白原市                      | 藍、綠、橙   | 巴克萊中心                   | 1997     |
| 華盛頓神秘 Washington Mystics | 華盛頓哥倫比亞特區                | 藍、黑、青銅 | 聖伊麗莎白東院娛樂體育競技場 | 1998     |

### 西部聯盟
| 球隊                              | 城市                   | 顏色           | 主場館           | 成立年份 |
| --------------------------------- | ---------------------- | -------------- | ---------------- | -------- |
| 達拉斯羽翼 Dallas Wings           | 德克薩斯州阿靈頓       | 黃綠、藍       | 大學公園中心     | 1998     |
| 金州女武神 Golden State Valkyries | 加利福尼亞州舊金山     | 紫、黑、白     | 大通中心         | 2025     |
| 拉斯維加斯王牌 Las Vegas Aces     | 內華達州天堂市         | 紅、白         | 曼德勒海灣中心   | 1997     |
| 洛杉磯火花 Los Angeles Sparks     | 加利福尼亞州洛杉磯     | 紅、金         | 加密貨幣網體育館 | 1997     |
| 明尼蘇達山貓 Minnesota Lynx       | 明尼蘇達州明尼阿波利斯 | 藍、綠、銀     | 標靶中心         | 1999     |
| 鳳凰城水星 Phoenix Mercury        | 亞利桑那州鳳凰城       | 紫、紅、黃綠色 | 足跡中心         | 1997     |
| 西雅圖風暴 Seattle Storm          | 華盛頓州西雅圖         | 綠、紅、金     | 氣候宣言競技場   | 2000     |

### 已經不存在球隊
| 球隊                                    | 存在年份  | 原因                 |
| --------------------------------------- | --------- | -------------------- |
| 克里夫蘭搖滾者 Cleveland Rockers        | 1997-2003 | 解散                 |
| 夏洛特螫針 Charlotte Sting              | 1997-2006 | 解散                 |
| 休斯頓彗星 Houston Comets               | 1997-2008 | 解散                 |
| 沙加緬度女王 Sacramento Monarchs        | 1997-2009 | 解散                 |
| 邁阿密太陽神 Miami Sol                  | 2000-2002 | 解散                 |
| 波特蘭火焰 Portland Fire                | 2000-2002 | 解散                 |
| 奧蘭多奇蹟 Orlando Miracle              | 1999-2002 | 改名為康乃狄克太陽   |
| 底特律震動 Detroit Shock                | 1998-2009 | 改名為土爾沙震動     |
| 土爾沙震動 Tulsa Shock                  | 2010-2015 | 改名為達拉斯羽翼     |
| 猶他爵星 Utah Starzz                    | 1997-2002 | 改名為聖安東尼奧銀星 |
| 聖安東尼奧銀星 San Antonio Silver Stars | 2003-2013 | 改名為聖安東尼奧明星 |
| 聖安東尼奧明星 San Antonio Stars        | 2014-2017 | 改名為拉斯維加斯王牌 |

### 未成立成功球隊
2007年，投資者創建了一隊名為科羅拉多寒冷（Colorado Chill）的球隊。但同年9月，球隊的贊助者宣佈並未籌到足夠的金錢，因此未能參加2008年的WNBA。

## 營業管理

### WNBA主席
- 華爾·艾卡雯（Val Ackerman）: 1996-2005
- 當妮·奧蘭達（Donna Orender）: 2005-2010
- 克里斯·格蘭傑 (Chris Granger): 2011(代理)
- 洛勒爾·J·里切（Laurel J. Richie）: 2011-2015
- 麗莎·博德斯（Lisa Borders）: 2015-2018
- 馬克·塔圖姆（Mark Tatum）: 2018-2019(代理)
- 凱茜·恩格爾伯特（Cathy Engelbert）: 2019-

### 財政
到目前為止，WNBA並未能在財政上達到成功地步，儘管在2007賽季當中獲得了收益，但還需NBA一直提供每年大約1200萬美元的補貼。WNBA的平均每場入座率僅有NBA的一半。
在薪金方面，大部分WNBA的新秀每年只有大約35,190美元的收入，而最高薪俸的球員亦僅有101,500美元。所以有不少球員會選擇在休季期間，到歐洲或澳洲一些女子籃球聯賽比賽，以作為她們人工上的補給。

### 大眾傳媒
2007賽季中，WNBA的賽事是由美國廣播公司（ABC）、ESPN及NBA TV三家傳媒轉播，但收視率一直偏低。在2009賽季中，聯盟將會與美國廣播公司／ESPN引入廣播協定，經濟上的交易期限會直到2016年。
許多球隊其實都有當地的電視轉播，所有賽事會在當地的收音機播出。

## 歷屆冠軍
| 賽季   | 冠軍           | 比數  | 亞軍           |
| ------ | -------------- | ----- | -------------- |
| 1997年 | 休斯頓彗星     | 65-51 | 紐約自由       |
| 1998年 | 休斯頓彗星     | 2-1   | 鳳凰城水星     |
| 1999年 | 休斯頓彗星     | 2-1   | 紐約自由       |
| 2000年 | 休斯頓彗星     | 2-0   | 紐約自由       |
| 2001年 | 洛杉磯火花     | 2-0   | 夏洛特螫針     |
| 2002年 | 洛杉磯火花     | 2-0   | 紐約自由       |
| 2003年 | 底特律震動     | 2-1   | 洛杉磯火花     |
| 2004年 | 西雅圖風暴     | 2-1   | 康乃狄克太陽   |
| 2005年 | 沙加緬度女王   | 3-1   | 康乃狄克太陽   |
| 2006年 | 底特律震動     | 3-2   | 沙加緬度女王   |
| 2007年 | 鳳凰城水星     | 3-2   | 底特律震動     |
| 2008年 | 底特律震動     | 3-0   | 聖安東尼奧銀星 |
| 2009年 | 鳳凰城水星     | 3-2   | 印第安納狂熱   |
| 2010年 | 西雅圖風暴     | 3-0   | 亞特蘭大夢想   |
| 2011年 | 明尼蘇達山貓   | 3-0   | 亞特蘭大夢想   |
| 2012年 | 印地安那狂熱   | 3-1   | 明尼蘇達山貓   |
| 2013年 | 明尼蘇達山貓   | 3-0   | 亞特蘭大夢想   |
| 2014年 | 鳳凰城水星     | 3-0   | 芝加哥天空     |
| 2015年 | 明尼蘇達山貓   | 3-2   | 印第安納狂熱   |
| 2016年 | 洛杉磯火花     | 3-2   | 明尼蘇達山貓   |
| 2017年 | 明尼蘇達山貓   | 3-2   | 洛杉磯火花     |
| 2018年 | 西雅圖風暴     | 3-0   | 華盛頓神秘     |
| 2019年 | 華盛頓神秘     | 3-2   | 康乃狄克太陽   |
| 2020年 | 西雅圖風暴     | 3-0   | 拉斯維加斯王牌 |
| 2021年 | 芝加哥天空     | 3-1   | 鳳凰城水星     |
| 2022年 | 拉斯維加斯王牌 | 3-1   | 康乃狄克太陽   |
| 2023年 | 拉斯維加斯王牌 | 3-1   | 紐約自由人     |
| 2024年 | 紐約自由人     | 3-2   | 明尼蘇達山貓   |

## WNBA獎項
當一個賽季結束後，將會頒發以下獎項給領隊及球員：
- 全優秀球員獎（英语：WNBA Finals MVP Award）
- 最有價值的球員（英语：WNBA Most Valuable Player Award）
- 全年最佳防守球員（英语：WNBA Defensive Player of the Year Award）
- 最佳進步獎（英语：WNBA Most Improved Player Award）
- 全年最佳新秀獎（英语：WNBA Rookie of the Year Award）
- 最佳第六人獎（英语：WNBA Sixth Woman of the Year Award）
- 最佳演出獎（英语：WNBA Peak Performers）
- 最佳演出獎（英语：Kim Perrot Sportsmanship Award）
- 全年最佳領隊（英语：WNBA Coach of the Year Award）

## 參看
- NBA
- 國際籃球聯合會